# Lake Bridgeport (Teksas)
Lake Bridgeport je grad u američkoj saveznoj državi Teksas. Prema popisu stanovništva iz 2010. u njemu je živjelo 340 stanovnika.